# Paramiagrammopes
Genre
Synonymes
- Palaeomiagrammopes Wunderlich, 2008
- Furculoborus Wunderlich, 2017

Paramiagrammopes est un genre fossile d'araignées aranéomorphes de la famille des Uloboridae.

## Distribution
Les espèces de ce genre ont été découvertes dans de l'ambre de Birmanie. Elles datent du Crétacé.

## Liste des espèces
Selon World Spider Catalog (version 23.5, 2023) :
- † Paramiagrammopes appendix Wunderlich, 2021
- † Paramiagrammopes cretaceus Wunderlich, 2008
- † Paramiagrammopes curvatus Wunderlich, 2021
- † Paramiagrammopes furca Wunderlich, 2021
- † Paramiagrammopes granulatus Wunderlich, 2021
- † Paramiagrammopes inaequalis Wunderlich, 2021
- † Paramiagrammopes inclinatus Wunderlich, 2021
- † Paramiagrammopes longiclypeus Wunderlich, 2015
- † Paramiagrammopes multifemurspinae Wunderlich, 2021
- † Paramiagrammopes paracurvatus Wunderlich, 2021
- † Paramiagrammopes patellaris (Wunderlich, 2017)
- † Paramiagrammopes patellidens Wunderlich, 2015
- † Paramiagrammopes pilosus Wunderlich, 2021
- † Paramiagrammopes pollex Wunderlich, 2021
- † Paramiagrammopes pusillus Wunderlich, 2018
- † Paramiagrammopes semiapertus Wunderlich, 2021
- † Paramiagrammopes simplex Wunderlich, 2021
- † Paramiagrammopes sulcus Wunderlich, 2021
- † Paramiagrammopes texter Wunderlich, 2021
- † Paramiagrammopes unibrevispina Wunderlich, 2021
- † Paramiagrammopes vesica (Wunderlich, 2008)

## Systématique et taxinomie
Ce genre a été décrit par Wunderlich en 2008 dans les Uloboridae.
Palaeomiagrammopes et Furculoborus ont été placés en synonymie par Wunderlich et Müller en 2021.

## Publication originale
- Wunderlich, 2008 : « The dominance of ancient spider families of the Araneae: Haplogyne in the Cretaceous, and the late diversification of advanced ecribellate spiders of the Entelegynae after the Cretaceous–Tertiary boundary extinction events, with descriptions of new families. » Beiträge zur Araneologie, vol. 5, p. 524–675 (en).